# ۲۵ محرم
۲۵ محرم، بیست و پنجمین روز از ماه محرم در تقویم هجری قمری است.
در تقویم هجری قمری قراردادی این روز بیست و پنجمین روز سال است.

## رویدادها
۱۲۲۴ – امضای پیمان مودت در تهران میان حکومت فتحعلی‌شاه قاجار و پادشاهی متحد بریتانیای کبیر و ایرلند

## زادگان
- ۱۳۴۴ - محمدتقی جعفری، فیلسوف، مولوی‌شناس، جامعه‌شناس، روانشناس و از مفسران نهج البلاغه

## درگذشتگان
- ۹۵ (قمری)، علی بن حسین، سجاد، چهارمین امام شیعیان.[۱]